# Šamotulský kancionál
Šamotulský kancionál (1561), plným názvem Piesně Chval Božských. Písně duchovní evanjelistské, opět znovu přehlédnuté, zpravené a shromážděné. I také mnohé v nově složené z gruntu a zakladu Písem svatých, ke cti a k chvale samého jedineho věčného Boha v Trojici blahoslavene, také ku pomoci a k službě i ku potěšení v pravem křesťanském naboženství všech věrných, milujících i národ i jazyk český je český protestantský kancionál, který vznikl v prostředí Jednoty bratrské.

## Vznik kancionálu
Nové vydání kancionálu bylo schváleno na synodu v Prostějově v roce 1555 a redakcí díla byli pověřeni Jan Černý, Jan Blahoslav a Adam Šturm z Hranic, správce sboru v Lipníku nad Bečvou. Do nového vydání měly být mimo jiných zpěvů zahrnuty i vybrané písně Jana Augusty.
Dílo je rozsáhlou revizí předcházejícího vydání velkého bratrského kancionálu Jana Roha z roku 1541 a dalších tisků. Tisk realizoval ve spolupráci s korektorem Václavem Solínem bývalý litomyšlský impresor Alexandr Oujezdecký na panství Lukáše z Górky v polských Šamotulech. Tisk kancionálu započal 25. ledna 1560 a dokončen byl 7. června 1561.
Přestože Šamotulský kancionál není produktem bratrské ivančické tiskárny, je prvním zpěvníkem z řady redakcí, které vtiskl zásadní ráz Jan Blahoslav. Jeho koncept zůstal zachován ve všech dalších vydáních bratrského kancionálu až do závěru 16. století (notované tisky velkého kancionálu z let 1564, 1576 a 1581, vydání menšího formátu z let 1594 a 1598 a vydání bez notace z roku 1583). Blahoslav sám nebyl s výslednou podobou Šamotulského kancionálu příliš spokojen a záhy začal pracovat na nové revizi, vytištěné v roce 1564 v Ivančicích (tzv. Ivančický kancionál).

## Popis tisku
Na bohatě zdobené titulní straně je v její dolní části vyobrazena skupina zpívajících biskupů, kterou vede kantor. Všechny postavy jsou realistickým ztvárněním, nad rozevřenou knihou je znázorněn Jan Blahoslav (muž s brýlemi). Čtyřčlennou skupinu v levé části tvoří pravděpodobně zástupci bratrské šlechty, v pravé části prostoru se nachází skupina bratrských kněží. Na rubu titulní strany je otištěna báseň Lodi milá, jsi slovutná Václava Solína (jeho monogram se objevuje i na nečíslovaném foliu 407). Skladba je ve formě akrostichu, přičemž počáteční písmena veršů slok 1–7 a závěrečné sloky tvoří jméno patrona tisku, Lukáše z Górky. Následuje předmluva určená Lukášovi z Górky, podepsaná tiskařem Alexandrem Oujezdeckým a datovaná 13. května 1561. Další předmluva, podepsaná poloanonymně bratrskými biskupy, je určena čtenářům a představuje stručné dějiny bratrského kancionálu.
Zpěvník obsahuje 735 písní rozdělených do třech dílů, 450 písní má notované melodie v chorální notaci a černé a bílé mensurální notaci. Celkem 496 písní je bratrského původu (z Rohova kancionálu byly přejaty téměř všechny), další jsou dílem katolické a utrakvistické písňové tvorby. Řada písní ze Šamotulského kancionálu se zpívá při bohoslužbách v protestantských církvích dodnes a je otištěna například v Evangelickém zpěvníku, vydaném Českobratrskou církví evangelickou (mezi nimi např. Všech věků mocný králi Martina Abdona). Závěrečnou část tisku tvoří vyobrazení Jana Husa, kterým se Jednota bratrská hlásí ke starší tradici české reformace, doslov Alexandra Oujezdeckého, datovaný 7. června 1561 v Šamotulech a rejstřík všech písní, otištěných v kancionálu.